# КП-ТВ
КП-ТВ — общественно-информационный телеканал «Комсомольской правды».
В эфире канала можно было увидеть сенсационные расследования, неожиданные репортажи и новости, интервью с самыми популярными людьми планеты, удивительные истории о жизни, любви и надежде. Среди ведущих телеканала — Ульяна Скойбеда.
Претендовал на включение в состав второго мультиплекса цифрового телевидения России, однако не попал туда.

## Закрытие
Из-за изменений в 14-ю статью федерального закона «О рекламе» телеканал подпадал под запрет на показ рекламы, из-за чего руководство издательского дома приняло решение приостановить инвестиции в телеканал до получения более чётких разъяснений по закону или его изменений. Из-за ограничения инвестиций под сокращение попали 50-55 человек, часть сотрудников будут переведены в другие подразделения медиахолдинга.
С 18 августа 2014 по 1 января 2015 года телеканал вещал в формате «видеоплеера», транслируя имевшийся контент и закупленные ранее телепередачи и фильмы, однако в эфире остались коммерческие проекты. До конца 2014 года телевизионный сигнал сохранился.

## Вещание
- Спутниковое вещание на спутнике Eutelsat 36B в пакетах «Триколор ТВ» (с 29 августа 2011 года), на спутнике Horizons 2 в пакетах сети «Орион-Экспресс» («Континент ТВ», «Телекарта») (с 25 апреля 2013 года).
- Также транслировался на спутнике Eutelsat 36B в пакете «НТВ-Плюс» (трансляция осуществлялась с 1 декабря 2011 года и прекращена с 11 октября 2014 года).
- Вещал более чем в 220-ти (по состоянию на сентябрь 2013 года) кабельных сетях России, в том числе Самары, Тольятти, Красноярска, Ярославля и других городов России. В Самаре «Дом.ru» и «Му Вох». В Тольятти в сетях «Лада-медиа»[4]. В Красноярске в кабельной сети «Multima»[5].

### Аналоговое
- Ростов-на-Дону / Азов — 30 ТВК + АНТА

## Программы
- «900 секунд с советским спортом»
- «Беседка КП»
- «Бойцовский клуб»
- «Дисскурсия»
- «История за пределами учебников»
- «Картина дня»
- «Кинопилорама»
- «Книжная полка»
- «Красавицы и чудовище»
- «Музыка, которую я люблю»
- «Новости»
- «Отдохни!»
- «Песни нашего детства»
- «Поэзия судьбы»
- «Радиорубка»
- «Суперстар»
- «Тема дня»
- «Только у нас»
- «Я — против!»
- «Неформат»

## Сериалы
- «Братья Карамазовы»
- «Доктор Живаго»
- «Чисто английские убийства»

## Концерты
- «Голубой огонёк. Лучшее»